# Strzelectwo na Olimpiadzie Letniej 1906 – karabin dowolny, dowolna postawa, 300 m
Strzelanie z karabinu dowolnego z dowolnej pozycji z 300 m, było jedną z konkurencji strzeleckich rozgrywanych podczas Olimpiady Letniej 1906 w Atenach. Zawody odbyły się 27 i 28 kwietnia na strzelnicy w Kallithei, miejscowości położonej niedaleko Aten.
Startowało 35 strzelców z dziewięciu krajów. Zawodnicy mogli oddać 30 strzałów, za każdy z nich można było zdobyć 10 punktów. Zawodnicy mogli wybierać pomiędzy pozycją klęczącą lub stojącą (nie można było strzelać z pozycji leżącej). Maksymalna liczba punktów do zdobycia – 300.

## Wyniki
| Miejsce       | Zawodnik                    | Trafienia w tarczę | Wynik |
| ------------- | --------------------------- | ------------------ | ----- |
| 1             | Marcel Meyer de Stadelhofen | 30                 | 243   |
| 2             | Konrad Stäheli              | 30                 | 238   |
| 3             | Léon Moreaux                | 30                 | 234   |
| 4             | Gudbrand Skatteboe          | 30                 | 230   |
| 5             | Albert Helgerud             | 30                 | 230   |
| 6             | Julius Braathe              | 30                 | 224   |
| 7             | Raoul de Boigne             | 30                 | 224   |
| 8             | Jean Fouconnier             | 30                 | 223   |
| 9             | Ole Holm                    | 30                 | 222   |
| 10            | Louis Richardet             | 30                 | 221   |
| 11            | John Møller                 | 30                 | 219   |
| 12            | Ole Tobias Olsen            | 30                 | 216   |
| 13            | Maurice Lecoq               | 30                 | 216   |
| 14            | Aleksandros Teofilakis      | 30                 | 215   |
| 15            | Caspar Widmer               | 30                 | 210   |
| 16            | Vilhelm Carlberg            | 30                 | 207   |
| 17            | László Szemere              | 30                 | 205   |
| 18            | Ludwig Ternajgo             | 30                 | 204   |
| 19            | Hermann Martin              | 30                 | 199   |
| 20            | Jeorjos Orfanidis           | 29                 | 199   |
| 21            | Maurice Faure               | 30                 | 198   |
| 22            | Jean Reich                  | 29                 | 197   |
| 23            | Alfred Grütter              | 28                 | 194   |
| 24            | Gerald Merlin               | 30                 | 188   |
| 25            | Hübner von Holst            | 29                 | 179   |
| 26            | Anastasios Metaksas         | 28                 | 173   |
| 27            | Frangiskos Mawromatis       | 28                 | 162   |
| 28            | Joanis Teofilakis           | 29                 | 156   |
| 29            | Eric Carlberg               | 28                 | 155   |
| 30            | Mattias Triandafilidis      | 27                 | 144   |
| 31            | Antonín Ehrenberger         | 24                 | 113   |
| 32            | Anastasios Karadzas         | 14                 | 54    |
| Nie ukończyli | Sidney Merlin               |                    |       |
| Nie ukończyli | Heinrich Hintermann         |                    |       |
| Nie ukończyli | Jakowos Teofilas            |                    |       |